# Araiostegia faberiana
Araiostegia faberiana là một loài dương xỉ trong họ Davalliaceae. Loài này được C. Chr. Ching mô tả khoa học đầu tiên năm 1959.